# Ezzhiliga
Ezzhiliga (en àrab ازحيليكة, Izḥīlīga; en amazic ⵣⵃⵉⵍⵉⴳⴰ) és una comuna rural de la província de Khémisset, a la regió de Rabat-Salé-Kenitra, al Marroc. Segons el cens de 2014 tenia una població total de 15.430 persones.